# Julia Robinson
Julia Hall Bowman Robinson, ameriška matematičarka, * 8. december 1919, 30. julij 1985.
Julia Robinson je znana po svojih prispevkih na področjih teorije izračunljivosti in teorije računske kompleksnosti – predvsem pri problemih odločanja. Njeno delo na Hilbertovem desetem problemu (zdaj znanem kot Matijaševičev izrek ali izrek MRDP) je imelo ključno vlogo pri njegovi končni rešitvi.  

## Zgodnja leta
Rodila se je v St. Louisu v Missouriju kot hči Ralpha Bowers Bowmana in Helene (Hall) Bowman.  :4Njen oče je imel v lasti podjetje za strojno opremo, mama pa je bila pred poroko šolska učiteljica.  :4 Mati ji je umrla, ko je bila stara 2 leti, njen oče pa se je ponovno poročil. :4 Njena starejša sestra je bila pisateljica popularnih del o matematiki in avtorica življenjepisov, mlajša sestra pa je bila Billie Comstock.:22
Stara 9 let je zbolela za škrlatinko, ki ji je kmalu sledila revmatična mrzlica.  :4 Zaradi tega je izpustila dve leti šole. Ko je spet ozdravela, jo je zasebno poučevala upokojena osnovnošolska učiteljica. V enem  samem letu ji je uspelo dokončati predmetnik za peti, šesti, sedmi in osmi razred.  :4 Obiskovala je srednjo šolo San Diego in opravila test IQ, ki ga je dosegla z 98, to je nekaj točk pod povprečjem.  Kljub temu je Julia v srednji šoli izstopala kot edina, ki je obiskovala nadaljevalni razred matematike in fizike.  :4Srednjo šolo je končala z nagrado Bausch-Lomb za splošni izjemni uspeh na področju naravoslovja. 
Leta 1936 je J. Robinson pri 16 letih začela s študijem na državni univerzi San Diego  :4Nezadovoljna z učnim načrtom matematike na državni univerzi San Diego, se je leta 1939 za svoje zadnje leto  preselila na kalifornijsko univerzo v Berkeleyju. Preden se je lahko preselila na Berkeley, je njen oče leta 1937 zaradi finančnih problemov naredil samomor.  :5 V prvem letniku na Berkeleyju je opravila pet predmetov na področju matematike,  med drugim predmet iz teorije števil, ki ga je poučeval Raphael M. Robinson. Leta 1940 je prejela diplomo  :5in se pozneje leta 1941 poročila z Raphaelom.  :5

## Prispevki na področju matematike
Po diplomi je Robinsonova nadaljevala s podiplomskim študijem na Berkeleyju. Kot podiplomska študentka je bila zaposlena kot asistentka na Oddelku za matematiko in kasneje kot asistentka v statističnem laboratoriju pri Jerzyju Neymanu v Statističnem laboratoriju Berkeley, kjer je njeno delo privedlo do njenega prvega objavljenega članka z naslovom "Pripomba o eksaktni sekvenčni analizi." .  :5
Robinsonova je doktorirala leta 1948 pri Alfredu Tarskem z disertacijo na temo "Določljivost in problemi odločanja v aritmetiki".  :14Njena disertacija je pokazala, da je teorija racionalnih števil neodločljiv problem, ker je dokazala, da bi osnovno teorijo števil bilo mogoče definirati v smislu racionalnih števil. (Za osnovno teorijo števil je bilo znano, da je neodločljiva že zaradi Gödelovega prvega teorema o nepopolnosti) 

Tukaj odlomek iz njene diplomske naloge:
"Ta posledica naše razprave je zanimiva ker Gödelov rezultat kaže, da je raznolikost razmerij med celimi števili (in operacijami nad celimi števili), ki so aritmetično določljiva v smislu seštevanja in množenja celih števil, zelo velika. Iz izreka 3.2 in rezultata Gödela lahko na primer sklepamo, da  je razmerje, ki velja med tremi racionalnimi števili A, B in N za pozitivno celo število N in za A = B N , določljivo v aritmetiki racionalnih števil. " 

### Hilbertov deseti problem
Hilbertov deseti problem postulira algoritem, ki naj bi ugotovil, ali ima diofantska enačba kakršne koli celoštevilčne rešitve. Robinsonova je začela raziskovati metode za ta problem leta 1948, ko je bil v RAND Corporation. Njeno delo v zvezi z diofantsko predstavitvijo za eksponentacijo in njena metoda z uporabo Pellove enačbe je privedla do hipoteze JR (imenovane po njej) leta 1950. Dokaz te hipoteze bi bil osrednjega pomena pri končni rešitvi. Njene raziskovalne publikacije so jo  povezale z Martinom Davisom, Hilary Putnam in Yurijem Matijasevičem . 
Leta 1950 je Robinsonova prvič srečala Martina Davisa, takrat inštruktorja na Univerzi Illinois v Urbana-Champaignu, ki je poskušal pokazati, da so vsi nizi z lastnostjo popisljivosti diofantski, v nasprotju s poizkusom Robinsonove dokazati, da je nekaj posebnih nizov – vključno s praštevili in potencami 2 -, ki so diofantski. Robinson in Davis sta začela sodelovati leta 1959, kasneje pa se jima je pridružila Hilary Putnam;  kasneje so dokazali, da so rešitve "Zlatolaskine" enačbe ključne za Hilbertov deseti problem. 

Leta 1970 je bil problem rešen negativno; z drugo besedo, dokazano je, da tak algoritem ne more obstajati. Skozi sedemdeseta leta dvajsetega stoletja je Robinsonova še naprej sodelovala z Matijaševičem na eni od posledic njihove rešitve, za katero je nekoč dejala, da
obstaja konstanta N, tako da lahko diofantsko enačbo s poljubnim številom parametrov in s poljubnim številom neznank učinkovito pretvorimo v drugo enačbo z istimi parametri, vendar le z N neznankami, tako da sta obe enačbi ali rešljivi ali nerešljivi za iste vrednosti parametrov. 
Ko je bila rešitev prvič objavljena, so dokazali, da  N = 200. Skupno delo Robinsonove in Matijaševiča je pripeljalo do nadaljnje redukcije na 9 neznank. 

### Teorija iger
V poznih štiridesetih letih dvajsetega stoletja je Robinsonova preživela kako leto v RAND Corporation v Santa Monici in raziskovala teorijo iger. Njeno tehnično poročilo iz leta 1949, "O Hamiltonovi igri (problem trgovskega potnika)"  je prva publikacija, ki uporablja izraz " Problem trgovskega potnika ".  Kmalu zatem je leta 1951 objavila članek z naslovom " Iterativna metoda za rešitev igre :7V svojem prispevku je dokazala, da se dinamika izmišljene igre konvergira k Nashevemu ravnotežju mešane strategije v igrah z ničelno vsoto z dvema igralcema.   To problem je George W. Brown predlagal za nagrado pri RAND Corporation.  :59

## Profesura na UC Berkeley
Robinsonovi niso dovolili poučevati na oddelku za matematiko v Berkeleyju, potem ko se je leta 1941 poročila z Raphaelom M. Robinsonom, saj je veljalo pravilo, ki se družinskim članom ne dovoli  skupaj delati na istem oddelku.  Robinsonova je tako ostala na oddelku za statistiko, čeprav si je želela poučevati matematiko.  Čeprav se je Raphael upokojil leta 1973, so ji šele leta 1976 ponudili mesto profesorja s polnim delovnim časom na Berkeleyju, potem ko je oddelek izvedel, da je imenovana za Nacionalno akademijo znanosti. 

## Odlikovanja
Potem ko je Robinsonova rešila Hilbertov deseti problem, so jo  nominirali za Nacionalno akademijo znanosti. Alfred Tarski in Jerzy Neyman sta tudi obiskala Washington, DC, da bi akademiji osebno pojasnila, zakaj je njeno delo tako pomembno in kako je izjemno prispevalo k matematiki.  Leta 1975 je tako bila prva matematičarka, ki je bila izvoljena v Nacionalno akademijo znanosti. 

Robinsonova je bila izvoljena za prvo predsednico Ameriškega matematičnega društva . Potrebovala je čas, da je imenovanje sprejela, kot piše v svoji avtobiografiji:
"Leta 1982 so me imenovali za predsednico  Ameriškega matematičnega društva. Zavedala sem se, da so me izbrali zato, ker sem ženska in ker imam tako rekoč pečat odobravanja Nacionalne akademije. Po pogovoru z Raphaelom, ki je menil, da moram odkloniti in varčevati sile za matematiko, in po posvetih z drugimi člani moje družine, ki so bili drugačnega mnenja, sem se odločila, da kot ženska in matematik nimam druge možnosti, kot da sprejmem. Vedno sem poskušala narediti vse, da bi nadarjene ženske spodbudila, naj se lotijo raziskovanja  da matematike. Moj čas na čelu društva me je stal veliko naporov, vendar me je zelo, zelo zadovoljeval." 
Leta 1982 je Združenje za ženske v matematiki  Robinsonovi podelilo nagrado Noether; pri tem je pripravila vrsto predavanj z naslovom Funkcionalne enačbe v aritmetiki.  Približno v tem času je prejela tudi nagrado MacArthur Fellowship v višini 60.000 $. Leta 1985 je postala tudi članica Ameriške akademije znanosti in umetnosti.

## Politično delo
V petdesetih letih dvajsetega stoletja je bil Robinsonova aktivno  sodelovala v  dejavnostih lokalne demokratske stranke . Bila je vodja kampanje Alana Cranstona v okrožju Contra Costa, ko je kandidiral za svojo prvo politično funkcijo na mestu državnega kontrolorja.  

Constance Reid:»Ne spomnim se prav dobro, kaj se je zgodilo, končni rezultat pa je bil, da se je Julia v teh letih vpletla v pritlehne aktivnosti Demokratične stranke – registrirala je volivke, polnila kuverte, zvonila vrata- zvonove v soseskah, kjer naj bi ljudje pričakovali, da bodo plačani za svoj glas. Bila je celo vodja kampanje Alana Cranstona za okrožje Contra Costa, ko je uspešno potegoval za državni kontrolor – njegovo prvo politično pozicijo.«
Robinsonova je bil tudi prostovoljka v predsedniških kampanjah Adlaija Stevensona. 

## Smrt in dediščina
Leta 1984 so Robinsonovi odkrili levkemijo in 30. julija 1985 je  umrla v Oaklandu v Kaliforniji  
»Ena od zadnjih želja Julije je bila, da pogreba ne bo in da kdorkoli želi darovati v njen spomin, naj prispeva v sklad  Alfreda Tarskega, ki ga je ustanovila v čast pokojnega učitelja, prijatelja in sodelavca. Skromna do konca je pustila, da njen značaj in dosežki govorijo zase.« Solomon Feferman
V njeno čast so poimenovali festival matematike Julie Robinson pod pokroviteljstvom Ameriškega inštituta za matematiko 2013 – danes in Raziskovalni inštitut za matematične znanosti 2007–2013.
George Csicsery je produciral in režiral enourni dokumentarec o Robinsonovi z naslovom Julia Robinson in Hilbertov deseti problem, prvič  prikazan srečanju matematikov  v San Diegu 7. januarja 2008  Obvestila Ameriškega matematičnega društva so natisnila recenzijo filma  in intervju z režiserjem.  Tudi the College Mathematics Journal je objavil tudi recenzijo filma. 